# Maria Kuszowa
Maria Kuszowa (ur. 2 września 1872 w Łańcucie, zm. ?) – bibliotekarka, działaczka społeczna.

## Życiorys
Żona Karola Kusza, dyrektora Kasy Oszczędnościowej i członka rady miejskiej w Tarnowie. Podczas I wojny światowej działaczka i wiceprzewodnicząca tarnowskiego koła Ligi Kobiet Galicji i Śląska, m.in. zainicjowała akcję pomocy dla dzieci przebywających w obozie w Choceniu w Czechach. Była także czynna w sekcji oświatowej koła tarnowskiego Ligi oraz koordynowała akcję porządkowania cmentarza legionistów w Łowczówku. Równolegle działała w Komitecie Diecezjalnym i Parafialnym w Tarnowie Książęco-Biskupiego Komitetu Pomocy dla Dotkniętych Klęską Wojny. W latach 1916–1917 członkini Naczelnego Zarządu Ligi Kobiet. Należała do grona działaczek które opuściły LKGiŚ i w listopadzie 1917 założyły Towarzystwo Pracy Narodowej Kobiet. Społecznie prowadziła bibliotekę publiczną Towarzystwa Szkoły Ludowej w Tarnowie. Po śmierci męża w 1918 przeniosła się do Krakowa.
Ukończyła na Uniwersytecie Jagiellońskim dwuletni kurs bibliotekarski, uprawniający ją do objęcia posady bibliotekarza w wyższych uczelniach. Początkowo pracowała przy porządkowaniu zbiorów biblioteki Katedry Mineralogii UJ (1921). W latach 1922–1932 pracowała w Bibliotece Akademii Górniczej w Krakowie, początkowo jako pomocnik bibliotekarza, następnie jako kontraktowa asystentka biblioteczna. Była główną organizatorką Biblioteki Głównej – m.in. uruchomiła wymianę wydawnictw przyczyniając się do znacznego powiększenia księgozbioru. Odeszła z pracy ze względu na zły stan zdrowia. 
Odznaczona Medalem Dziesięciolecia Odzyskanej Niepodległości (1928).